# دسترسی زودهنگام
دسترسی زودهنگام (به انگلیسی: Early access) که با early funding، دسترسی آلفا (به انگلیسی: alpha access), alpha founding, یا آلفا پرداخت‌شده (به انگلیسی: paid alpha) شناخته می‌شود، یک مدل بودجه در صنعت بازی‌های ویدئویی است که مصرف کنند می‌تواند یک بازی را در چرخه‌های مختلف پیش از انتشار مانند پیش آلفا، آلفا و / یا بتا خریداری و بازی کنند و توسعه دهنده قادر است از این بودجه برای ادامه توسعه بازی استفاده کند. کسانی که برای دسترسی زودهنگام بازی هزینه پرداخت می‌کنند، معمولاً به اشکال زدایی بازی کمک می‌کنند، بازخورد و پیشنهادهایی را ارائه می‌دهند و ممکن است به مواد خاصی در بازی دسترسی پیدا کنند. دسترسی زودهنگام یک روش معمول برای به دست آوردن بودجه برای بازی‌های ویدئویی مستقل است، و ممکن است بازی سرمایه‌گذاری جمعی دریافت کند. بسیاری از پروژه‌های تأمین مالی جمعی، به خریدار قول می‌دهند که با پیشرفت توسعه، دسترسی به نسخه‌های آلفا و / یا بتا بازی را داشته باشند. برخلاف برخی از پروژه‌ها که درخواست سرمایه می‌کنند اما هنوز پروژه قابل بازی نیست، در بازی‌های دسترسی زودهنگام، بعد از خریداری، بازی بلافاصله قابل پخش است اما بازی ناتمام و ممکن است دارای مشکلاتی مثل باگ و غیره باشد.

## دسترسی زودهنگام استیم
سرویس «دسترسی زودهنگام استیم» (که توسط ولو اجرا می‌شود) از نرم‌افزار اختصاصی استیم برای فروش و توزیع استفاده می‌کند. این برنامه در تاریخ ۲۰ مارس ۲۰۱۳ آغاز شد و در ابتدا ۱۲ بازی در دسترس قرار گرفت. قبل از انتشار بازی، توسعه دهندگان برای تأمین موارد مورد نیاز، از خریداران دسترسی زودهنگام استیم (که در ساخت بازی کمک مالی کرده‌اند) بازخورد می‌گیرند.

## مزایا و معایب دسترسی زودهنگام
مزایا
- منابع مالی برای توسعه دهندگان مستقل: دسترسی زودهنگام یک راه عالی برای توسعه دهندگان مستقل برای تأمین مالی بازی‌های خود است. آنها می‌توانند از پول بازیکنان برای توسعه ویژگی‌های جدید، رفع اشکال و بهبود گیم‌پلی استفاده کنند.
- بازخورد از بازیکنان: دسترسی زودهنگام همچنین به توسعه دهندگان این امکان را می‌دهد تا بازخورد مستقیم از بازیکنان دریافت کنند. این بازخورد می‌تواند برای بهبود بازی و اطمینان از رضایت بازیکنان مفید باشد.
- تجربه بازی زودهنگام: بازیکنان علاقه‌مند می‌توانند بازی را حتی قبل از انتشار رسمی تجربه کنند. این می‌تواند برای بازیکنانی که مشتاقانه منتظر بازی هستند هیجان‌انگیز باشد.

معایب
- بازی ناتمام: بازی‌های دسترسی زودهنگام ممکن است ناتمام یا دارای اشکال باشند. این می‌تواند تجربه بازی را برای بازیکنان آزاردهنده کند.
- عدم اطمینان از آینده بازی: توسعه دهندگان ممکن است تصمیم بگیرند که بازی را توسعه ندهند یا آن را به طور کامل تغییر دهند. این می‌تواند برای بازیکنانی که در بازی سرمایه‌گذاری کرده‌اند ناامیدکننده باشد.

## بازی‌های قابل‌توجه دسترسی زودهنگام
علاوه بر ماینکرفت، موارد زیر فهرستی از بازی‌هایی است که استفاده موفقیت‌آمیز از دسترسی اولیه داشته‌اند:

### کنونی
- Scum, یک بازی در سبک بقا در سال ۲۰۱۸ که توسط Gamepires ساخته شده‌است، در اولین روز فروش در حالت دسترسی زودهنگام، ۲۵۰٬۰۰۰ نسخه به فروش رساند و ظرف سه هفته بعد به بیش از یک میلیون فروش رسیده‌است.[۴]
- شهروند ستاره, که توسعه آن در سال ۲۰۱۱ آغاز شد و در سال ۲۰۱۳ از طریق یک کمپین کیک‌استارتر معرفی شد.[۵][۶][۷]
- Mount & Blade II: Bannerlord, در ۳۰ مارس ۲۰۲۰ منتشر شد و با دستیابی به بیش از ۲۰۰۰۰۰ بازیکن همزمان، به سرعت به بزرگترین انتشار سال در استیم بدل شد.[۸]

### سابق
- فورتنایت از اپیک گیمز پس از دو دوره بتا بسته از حدود ژوئیه ۲۰۱۷، از یک دوره دسترسی زودهنگام پولی استفاده کرد. کسانی که در این دوره بازی را خریداری کرده‌اند، پس از انتشار کامل بازی، مزایای بیشتری کسب می‌کنند. اپیک گزارش داد که بیش از ۵۰۰۰۰۰ بازیکن طی یک هفته از زمان عرضه، در این دوره دسترسی زودهنگام حضور داشته‌اند.[۹][۱۰] دوره دسترسی زودهنگام بازی در تاریخ ۳۰ ژوئن سال ۲۰۲۰ به پایان رسید و تقریباً سه سال طول کشید، اما اپیک گیمز قول داد که حالت داستانی «فورتنایت: نجات دنیا» را رایگان کند.[۱۱]
- پلیرآن‌نونز بتل‌گراندز در اواخر مارس ۲۰۱۷ در برنامه دسترسی زودهنگام استیم منتشر شد. طی شش ماه، پلیرآن‌نونز بتل‌گراندز بیش از ده میلیون نسخه فروخت و بیش از ۱۰۰ میلیون دلار درآمد داشته‌است.[۱۲][۱۳] تا زمان انتشار کامل بازی در دسامبر ۲۰۱۷، PUBG بیش از ۳۰ میلیون بازیکن را گزارش داد، که محبوبیت این بازی در چین بسیار بالا بود[۱۴][۱۵]
- Ark: Survival Evolved بیش از یک میلیون نسخه در عرض یک ماه از عرضه اولیه آن در سال ۲۰۱۵ فروخته و بیش از ۹ میلیون نسخه تا زمان انتشار کامل آن دو سال بعد.[۱۶][۱۷]
- تاریک‌ترین سیاه‌چال[۱۸][۱۹]
- DayZ, یک بازی بقا مبتنی بر زامبی چند نفره، در عرض یک هفته حضور در دسترسی زودهنگام بیش از ۴۰۰۰۰۰ نسخه فروش کرد،[۲۰] و در طی یک سال، بیش از ۳ میلیون فروش داشته‌است.[۲۱]
- سلول‌های مرده[۲۲]
- برنامه فضایی کربال مدل مشابه ماینکرفت را دنبال کرد و سرانجام به برنامه دسترسی زودهنگام استیم منتقل شد و میلیون‌ها نسخه فروخت.[۲۳]
- معمار زندان در حالی که هنوز در اوایل دسترسی زودهنگام بود، توانست بیش از ۲۵۰٬۰۰۰ فروش بازی هشت میلیون درآمد کسب کند.[۲۴]
- تاریکی طولانی.[۱۸]